# Myrmarachne prognatha
Myrmarachne prognatha este o specie de păianjeni din genul Myrmarachne, familia Salticidae. A fost descrisă pentru prima dată de Thorell, 1887. Conform Catalogue of Life specia Myrmarachne prognatha nu are subspecii cunoscute.